# Amstelmeer
Het Amstelmeer is een meer gelegen aan de westkant van Wieringen in Noord-Holland. Het meer is vooral populair onder windsurfers. Aan het meer zijn diverse stranden die geschikt zijn voor dagrecreatie.

## Geschiedenis
Oorspronkelijk vormde het meer, het toenmalige Amsteldiep, een overgang tussen de Waddenzee en de Zuiderzee. In het noorden grenst het nog aan de Waddenzee, waarvan het is afgesloten door de Amsteldiepdijk. Met het aanleggen van deze dijk aan de noordzijde en de Wieringermeerpolder aan de zuidoostzijde tussen 1920 en 1930, ontstond het Amstelmeer dat langzaam zoet geworden is omdat de verbinding met de open zee werd afgesloten.
Bij de start van de aanleg van de dijk is begonnen met het sluiten van het stroomgat tussen de kop van Noord-Holland en het toenmalige eiland Wieringen. Door de eeuwenlange getijstroom was de stroomgeul relatief diep, zeker in vergelijking met de rest van de Wieringermeer. Tot op zekere hoogte vergelijkbaar met de later ontstane Oostvaardersplassen, ook een in relatie met de rest van de polder dieper stuk, is dit gedeelte niet ingepolderd. De diepte is echter groter dan die van de Oostvaardersplassen waardoor watersport een belangrijke plaats is gaan innemen.

## Watersport

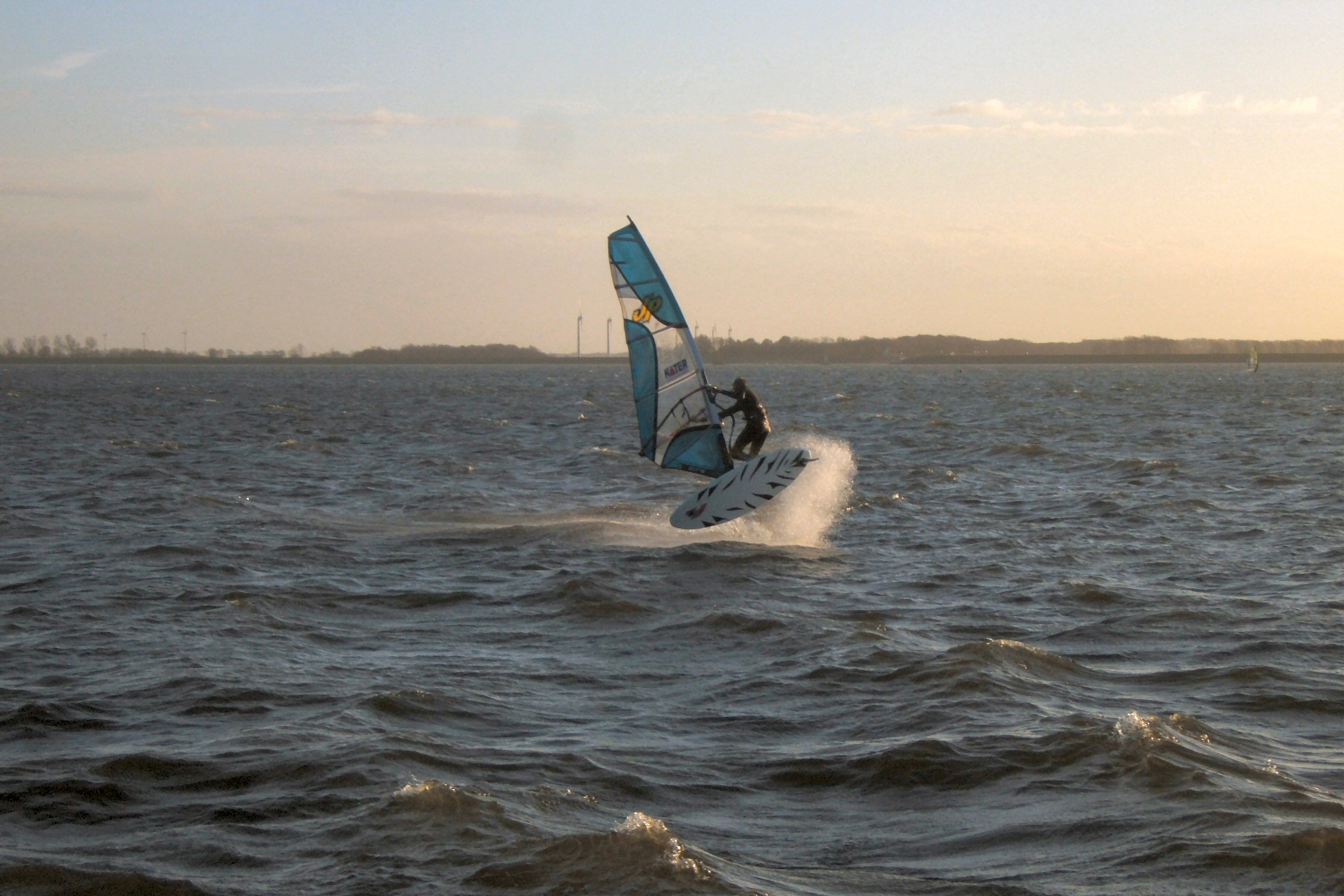
Surfer op Amstelmeer

Het Amstelmeer is zeer geliefd onder watersporters; vooral wind- en kitesurfen wordt veel beoefend. Aan de noordnoordoostkant van het meer ligt nabij het dorpje Westerland het Lutjestrand, wat uit twee gedeelten bestaat. Een deel is begroeid met gras en is bedoeld voor de surfers. Het andere deel is bedekt met zand en is een veel gebruikt zwemstrandje. Er is parkeergelegenheid, horeca en een camping.
Ten zuidwesten van het meer ligt het dorpje Van Ewijcksluis, waar een jachthaven is gevestigd.
Ten noordoosten van het meer ligt het dorpje De Haukes, waar zowel een particuliere watersportvereniging als ook de Marinewatersportvereniging is gevestigd. In de haven van De Haukes liggen veelal zeilboten van particulieren die lid zijn van de verenigingen. Ook krijgen marinemensen vanuit deze haven zeillessen in zogeheten B2-zeilsloepen.
Tot slot is er in deze haven nog een jachtwerf.

## Bereikbaarheid
Het Amstelmeer is bereikbaar over het water vanaf Den Helder via het Balgzandkanaal, vanaf Anna Paulowna via de Van Ewijcksvaart, en vanaf Kolhorn via het Waardkanaal. Ook kan men het meer bereiken via de Slootvaart in de Wieringermeerpolder. Men komt dan middels een schutsluis in de havenmonding van De Haukes op het Amstelmeer. De sluis schut de schepen vanuit de Wieringermeer zo'n vier meter omhoog.